# Avelia
Avelia ist seit 2015 der Produktname der Hochgeschwindigkeitszüge des französischen Schienenfahrzeugherstellers Alstom: Neben den neu entwickelten Avelia Horizon und Avelia Liberty umfasst die Marke auch die bestehenden Plattformen Pendolino, Euroduplex und AGV.

## Geschichte
In Oktober 2015 erschuf Alstom die Marke Avelia, die alle bestehende Angebote für Hochgeschwindigkeitszüge umfasst, namentlich Pendolino, Euroduplex und AGV.
Zu diesem Zeitpunkt kaufte NTV gerade 8 Avelia Pendolino des Typs ETR 675 mit einer Höchstgeschwindigkeit von 250 km/h.

## Avelia Liberty
Im August 2016 gaben Amtrak und Alstom bekannt, dass zum Ersatz der Acela Express im Nordostkorridor 28 Avelia Liberty bestellt wurden. Die Avelia Liberty kombinieren dabei Geschwindigkeitsvorteile durch aktive Neigetechnik für Geschwindigkeiten bis 300 km/h mit einer Höchstgeschwindigkeit ohne Neigetechnik von bis zu 350 km/h. Im Gegensatz zu den AGV und wie bei den TGV ist der gesamte Antriebsstrang in den beiden Triebköpfen konzentriert.

## Avelia Horizon
Die Kooperation mit der SNCF mündete schließlich in eine Bestellung von 100 doppelstöckigen Zügen des Typs Avelia Horizon im August 2018. Diese erreichen ebenfalls eine Höchstgeschwindigkeit von 350 km/h und haben Triebköpfe und antriebslose Mittelwagen. Die Produktion dieser Züge begann im Sommer 2020, die Testfahrten auf der Teststrecke Velim in Tschechien starteten im Dezember 2022. 2023 und 2024 waren zwei Züge für Testfahrten in Frankreich unterwegs. Die SNCF will die Züge, die sie als „TGV M“ bezeichnet, Anfang 2026 in Betrieb nehmen. Die Züge wurden 2021 mit dem German Design Award ausgezeichnet.
Die neue französische Eisenbahngesellschaft Proxima bestellte im Oktober 2024 zwölf Avelia Horizon samt Wartung der Fahrzeuge für die Dauer von 15 Jahren in einem Werk in Marcheprime in der Nähe von Bordeaux. Laut Alstom hat der Auftrag einen Gesamtwert von fast 850 Millionen Euro. Im Hinblick auf die 2030 teilweise in Marokko ausgetragene Fußball-Weltmeisterschaft 2030 bestellte die  marokkanische ONCF im Februar 2025 achtzehn Avelia Horizon, die mit einem Kredit der französischen Regierung über 781 Mio. Euro finanziert werden.

## Avelia Stream
Im August 2025 verkündete Virgin Trains, 12 Avelia Stream für den Hochgeschwindigkeitsverkehr durch den Eurotunnel zu beschaffen. Es sollen ab 2030 täglich 20 Zugpaare angeboten werden.